# SWORDS

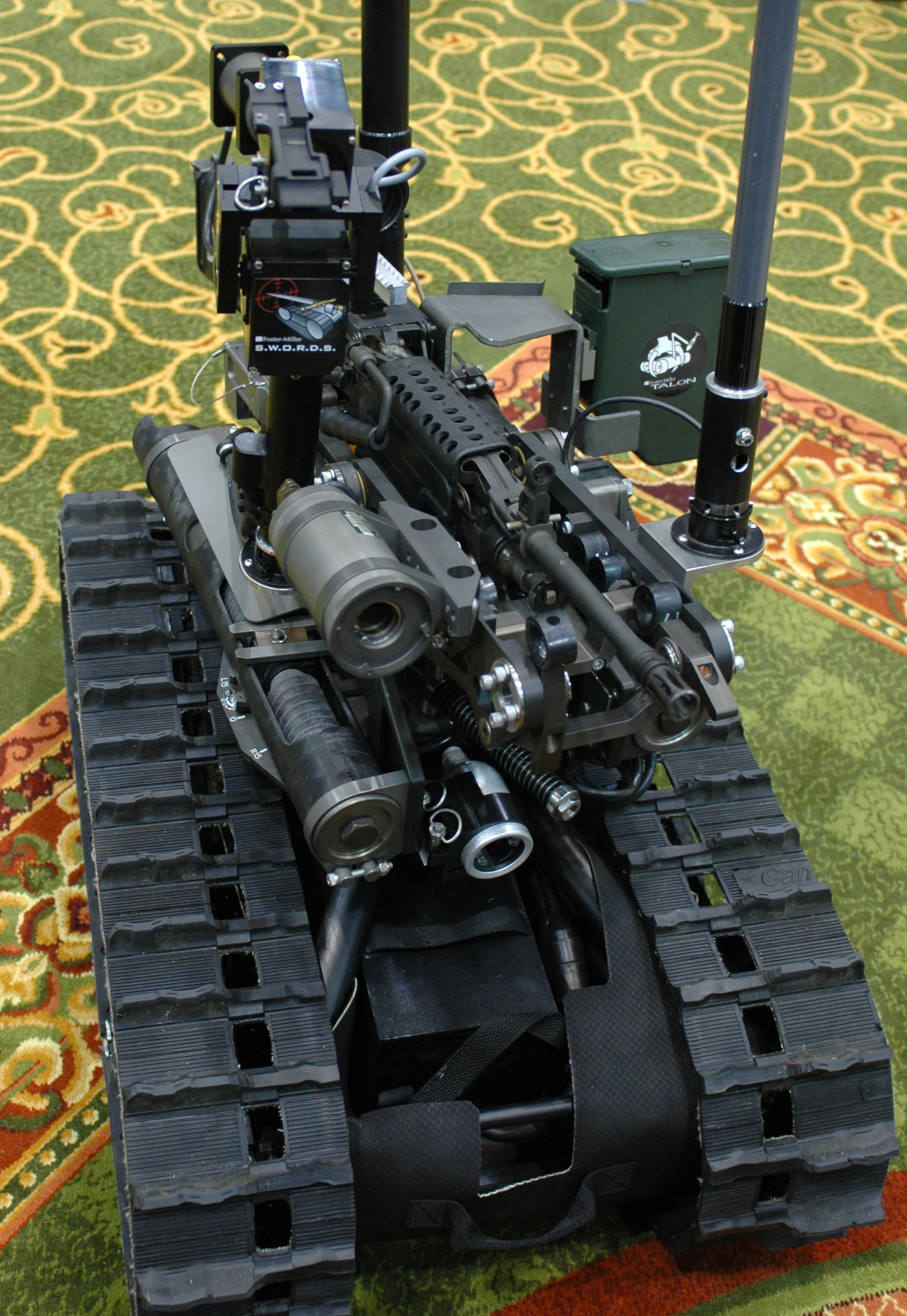

S.W.O.R.D.S. est l'acronyme de « Special Weapons Observation Remote recon Direct action Systems », un système d'arme léger et mobile télécommandés. Le S.W.O.R.D.S. a pour but d'augmenter les capacités de l'infanterie de par sa vitesse et sa puissance de feux.

## Mode de fonctionnement
Les robots sont pilotés à distance par un opérateur (1 000 mètres). Les armes embarquées varient selon la mission : des mitrailleuses M240 et M249, 2 mitrailleuses lourdes de calibre 50 (portée : 1 000 mètres) pour des missions de reconnaissance, un fusil M-16, et un lance-fusée de 6 mm. Les robots peuvent emporter 300 chargeurs. Leur poids est de 45 kilos, et peuvent atteindre une vitesse maximum de 6,6 kilomètres par heure. Les chenilles permettent à ces unités d'arpenter n'importe quel terrain, de puissantes batteries au lithium fournissant une autonomie importante (6h00, 4h00 en déplacement). Gary Morin, de la firme Foster-Miller, est l'inventeur de ces machines qui coûteraient 230 000 dollars l'unité, mais l'entreprise affirme qu'une production de masse coûterait de 150 000 à 200 000 dollars.
Il faut signaler que ces engins ne sont qu'une version armée des Talons, des robots multi-fonctions à chenilles équipés d'un bras, qui ont servi en Bosnie en 2000, et en Afghanistan en 2002 (plus de 20 000 missions à leur actif).

## 2005 - 2007: la phase test
En 2005, on estime à dix-huit le nombre d'unités Swords localisées en Irak.
La 5e Force Spéciale est la première force militaire à avoir testé les SWORDS en Irak. Selon la compagnie Foster-Miller, qui a élaboré ces machines, trois unités sont ensuite régulièrement employées par la Troisième Division d'Infanterie. 
Pour la première fois dans l'Histoire de l'Humanité, une armée envisage d'envoyer des robots autres que des drones ou des robots démineurs participer à des combats.

## Août 2007: première mise en situation de combat
Au début de 2007, il semble que ces engins n'ont pas encore été placés dans des conditions d'affrontements réelles : officiellement, trois machines sont mises à l'épreuve.
Comme les Swords sont télécommandés, il semble que ces systèmes aient connu de fréquentes pertes de contrôle.
Le problème semble être résolu, car 80 nouvelles unités ont été commandées en août 2007, et le centre de recherche et développement de l'armée américaine a approuvé leur utilisation en situation de combat. Michael Zecca, responsable du programme Swords, a affirmé au début du mois d'août 2007 que « les engins n'ont pas encore utilisé leurs armes, mais cela va arriver très prochainement ».

## Les prémices d'une nouvelle doctrine militaire
SWORDS constitue les prémices du Future Combat System, la nouvelle doctrine de l'armée américaine qui vise à utiliser dans les vingt prochaines années un nombre massif de véhicules de combat entièrement automatisés. Étant donné que l'opinion publique américaine a largement été choquée par le nombre de soldats tués en Irak, l'hypothèse d'une généralisation des robots de combat lors des conflits à venir n'est pas à exclure. Leur automatisation devrait suivre, mais le tir devrait rester pour un temps sous contrôle total humain. Michael Zecca affirme qu'il existe dans chaque SWORDS un système de fusible censé détruire le robot en cas de perte de contrôle.

## Polémique
Même si aucun robot Swords n'est autonome puisque chacune de ses actions est contrôlée par un opérateur, l'automatisation complète des systèmes de combat est discutable d'un point de vue éthique. 
Les partisans de SWORDS avancent le fait qu'il vaut mieux envoyer une machine sur le front qu'un être humain. Le débat était d'autant plus d'actualité que l'opinion publique américaine était alors las de la guerre en Irak : tous les sondages montrent qu'une majorité d'Américains souhaitent le retour de leurs soldats. 
SWORDS pourrait donc constituer un enjeu politique majeur dans les années à venir.  
Les détracteurs de ces robots sont en général les mêmes que ceux qui sont opposés à la mécanisation systématique de notre société.
Un robot automatisé est différent d'un soldat. Il ne mange pas, il ne dort pas, il ouvre le feu sans hésiter, avec une précision redoutable. insensible à la douleur, se moquant de sa sécurité, sans pitié et sans merci, obéissant à son programme. 